# Băla
Pour les articles homonymes, voir Bala.
Băla (Bala en hongrois, Bolla en allemand) est une commune roumaine du județ de Mureș, dans la région historique de Transylvanie et dans la région de développement du Centre.

## Géographie
La commune de Băla est située au nord-est du județ, sur la rivière Șar, affluent du Mureș, dans les collines de Madaraș, à 29 km au sud-ouest de Reghin et à 30 km au nord de Târgu Mureș, le chef-lieu du județ.
La municipalité est composée des deux villages suivants (population en 2002) :
- Băla (690), siège de la municipalité ;
- Ercea (215).

## Histoire
La première mention écrite du village date de 1327.
La commune de Băla a appartenu au royaume de Hongrie, puis à l'empire d'Autriche et à l'Empire austro-hongrois.
En 1876, lors de la réorganisation administrative de la Transylvanie, elle a été rattachée au comitat de Maros-Torda.
La commune de Băla a rejoint la Roumanie en 1920, au traité de Trianon, lors de la désagrégation de l'Autriche-Hongrie. Elle a été de nouveau occupée par la Hongrie de 1940 à 1944, période durant laquelle la petite communauté juive fut exterminée par les nazis. Elle est redevenue roumaine en 1945.

## Politique
| Parti | Parti                                                 | Sièges |
| ----- | ----------------------------------------------------- | ------ |
|       | Parti social-démocrate (PSD)                          | 3      |
|       | Parti national libéral (PNL)                          | 2      |
|       | Parti Mouvement populaire (PMP)                       | 2      |
|       | Union nationale pour le progrès de la Roumanie (UNPR) | 1      |
|       | Parti de la Grande Roumanie (PRM)                     | 1      |

## Religions
En 2002, la composition religieuse de la commune était la suivante :
- Chrétiens orthodoxes, 96,57 % ;
- catholiques grecs, 1,65 % ;
- Réformés, 1,43 %.

## Démographie
En 1900, la commune comptait 1 700 Roumains (83,00 %) et 305 Hongrois (14,90 %).
En 1930, on recensait 1 910 Roumains (85,26 %), 225 Hongrois (10,04 %), 16 Juifs (0,72 %) et 89 Tsiganes (3,97 %).
En 2002, 858 Roumains (94,80 %) côtoient 16 Hongrois (1,76 %) et 31 Tsiganes (3,42 %). On comptait à cette date 430 ménages et 402 logements.
| 1850  | 1880  | 1900  | 1910  | 1930  | 1956  | 1977  | 1992  | 2002 |
| ----- | ----- | ----- | ----- | ----- | ----- | ----- | ----- | ---- |
| 1 467 | 1 569 | 1 938 | 2 048 | 2 240 | 2 582 | 1 859 | 1 095 | 905  |

| 2007 | - | - | - | - | - | - | - | - |
| ---- | - | - | - | - | - | - | - | - |
| 833  | - | - | - | - | - | - | - | - |

## Économie
L'économie de la commune repose sur l'agriculture et l'élevage.

## Lieux et monuments
- Ercea, église avec plafonds peints du XVe siècle.